# Red Boiling Springs
Red Boiling Springs es una ciudad ubicada en el condado de Macon en el estado estadounidense de Tennessee. En el Censo de 2010 tenía una población de 1.112 habitantes y una densidad poblacional de 245,62 personas por km².

## Geografía
Red Boiling Springs se encuentra ubicada en las coordenadas 36°31′48″N 85°50′53″O / 36.53000, -85.84806. Según la Oficina del Censo de los Estados Unidos, Red Boiling Springs tiene una superficie total de 4.53 km², de la cual 4.53 km² corresponden a tierra firme y (0%) 0 km² es agua.

## Demografía
Según el censo de 2010, había 1.112 personas residiendo en Red Boiling Springs. La densidad de población era de 245,62 hab./km². De los 1.112 habitantes, Red Boiling Springs estaba compuesto por el 93.26% blancos, el 0.63% eran afroamericanos, el 0.54% eran amerindios, el 0% eran asiáticos, el 0% eran isleños del Pacífico, el 4.86% eran de otras razas y el 0.72% pertenecían a dos o más razas. Del total de la población el 6.56% eran hispanos o latinos de cualquier raza.